# Río Cifuentes
Río Cifuentes är ett vattendrag i Spanien.   Det ligger i provinsen Provincia de Guadalajara och regionen Kastilien-La Mancha, i den centrala delen av landet, 100 km öster om huvudstaden Madrid.